# Tipitarillo
Tipitarillo är en ort i Mexiko.   Den ligger i kommunen Ario och delstaten Michoacán de Ocampo, i den södra delen av landet, 280 km väster om huvudstaden Mexico City. Tipitarillo ligger 1 258 meter över havet och antalet invånare är 486.
Terrängen runt Tipitarillo är bergig. Runt Tipitarillo är det ganska tätbefolkat, med 54 invånare per kvadratkilometer. Närmaste större samhälle är Ario de Rosales, 14,9 km sydost om Tipitarillo. I omgivningarna runt Tipitarillo växer huvudsakligen savannskog.